# Chemin de fer de Beyrouth à Damas
 (juillet 2016).
Si vous disposez d'ouvrages ou d'articles de référence ou si vous connaissez des sites web de qualité traitant du thème abordé ici, merci de compléter l'article en donnant les références utiles à sa vérifiabilité et en les liant à la section « Notes et références ».
 (juillet 2016).

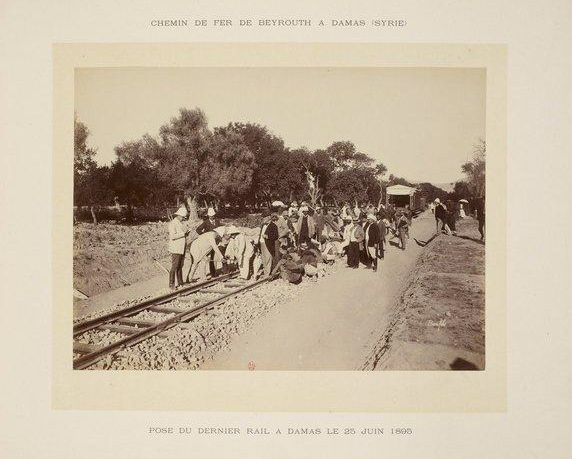
Pose du dernier rail a Damas le 25 juin 1895.

Le Chemin de fer de Beyrouth à Damas est une ligne ferroviaire ottomane qui relie Beyrouth (Liban) à Damas (Syrie), construit par une société française en 1895.
La ligne à voie métrique (1,05 m) a une longueur totale 117 km, dont 92 km au Liban est construite par la Société de construction des Batignolles dans le cadre d'une concession de 1891. Il est prolongé à l'est par le chemin de fer du Hauran construit par la Société des chemins de fer ottomans économiques de Beyrouth-Damas-Hauran (de). 
Le même consortium construit ensuite le chemin de fer Damas-Hama et Prolongements qui va jusqu'à Alep où il se raccorde au chemin de fer Berlin-Bagdad construit par un groupe à dominante allemande. 
Le but était de relier Beyrouth à Damas, faisant de Beyrouth l'accès de la Syrie à la mer et contrecarrant ainsi le projet britannique de relier Damas à Jaffa. 
Les gares et les maisons des gardes-barrières sont des copies d'ouvrages français, les rails et le matériel de voie sont belges, les locomotives à vapeur sont suisses. La voie franchit la chaîne du Mont-Liban et culmine à 1 400 mètres. Des locomotives à crémaillère sont nécessaires.

## Description de la ligne

### Caractéristiques techniques
C'est une ligne à voie étroite, à crémaillère sur une partie de son trajet. Les trains de passagers circulent à 18,5 km/h, ceux de marchandises à 10 km/h, de sorte qu'il faut de 12 à 13 heures pour aller de Beyrouth à Damas. A Rayak, il est nécessaire de changer de train pour passer sur la ligne à écartement standard qui va vers Hama et Alep.

### Parcours
- Beyrouth-maritime
- km -2,127 : Beyrouth-Port
- km  0 : Beyrouth-Saint-Michel (début de la ligne à crémaillère)
- km  6,316 : Beyrouth-Hadeth
- km  8,940 : Baabda
- km 11,942 : Jamhour
- km 16,081 : Chouit-Araya
- km 20,395 : Aley
- Mont-Liban (1 487 m)
- km 26,446 : Bhamdoun
- km 30,596 : Aïn-Sofar (fin de la ligne à crémaillère)
- km 37,577 : Beidar
- km 43,097 : Mréjatt
- km 46,717 : Jditah-Chtoura
- km 51,526 : Saïl-Neil
- km 55,916 : Mallaka-Zahlé
- km 65,112 : Rayak (embranchement vers Baalbeck, Hama et Alep)
- km 77,103 : Yahfoufah
- km 79,804 : Anti-Liban (1 413 m, frontière du Liban et de la Syrie)
- km 86,529 : Zerghaya
- Ain Hawr
- Bloudan
- Zabadani
- Baqin
- Madaya
- Tekieh
- Suq Wadi Barada
- Barheliya
- Deir Kanoun
- Ain al-Fijah
- Achrafieh (Syrie)
- Dummar
- Mazzeh
- Damas-Barramqe (départ du chemin de fer du Hauran)
- Damas-Kanawat (départ du chemin de fer du Hedjaz)